# نالبوفین
نالبوفین (انگلیسی: Nalbuphine) ، یک ضددرد اپیوئیدی است که در درمان درد استفاده می‌رود.  این دارو با تزریق در رگ، عضله یا چربی مصرف می‌شود.
عوارض جانبی نالبوفین عبارتند از: آرام‌بخشی، تعریق، سردرد، تهوع، استفراغ، سرگیجه، سرگیجه، خشکی دهان و سردرد. برخلاف سایر مواد افیونی، ظرفیت کمی برای ایجاد سرخوشی یا سرکوب تنفسی ندارد. همچنین در دوزهای معمولی درمانی، بروز نارسایی، تفکیک، توهم و عوارض جانبی مرتبط کم است. نالبوفین یک تعدیل کننده مواد افیونی آگونیست/آنتاگونیست مختلط است. این دارو به طور ویژه، به عنوان آگونیست جزئی یا آنتاگونیست گیرنده μ-اپیوئیدی با کارایی متوسط (MOR) و به عنوان آگونیست جزئی با کارایی بالا گیرنده کاپا-اپیوئیدی (KOR) عمل می‌کند، در حالی که میل ترکیبی نسبتاً کمی برای δ- دارد. گیرنده‌های اپیوئیدی (DOR) و گیرنده‌های سیگما.